# François-Henri de Montmorency-Luxembourg
Pour les articles homonymes, voir Maréchal de Luxembourg, François de Montmorency, Luxembourg (homonymie) et Bouteville (homonymie).
Pour les autres membres de la famille, voir famille Montmorency.
François-Henri de Montmorency-Bouteville, duc de Piney-Luxembourg (8 janvier 1628 à Precy-sur-Oise - 4 janvier 1695 à Versailles), comte de Bouteville et comte de Luxe, duc de Piney-Luxembourg, pair de France (1661) et maréchal de France (1675), plus connu sous le nom de maréchal de Luxembourg ou celui de tapissier de Notre-Dame, est un militaire français du XVIIe siècle.

## Biographie

### Origines et famille
Il a pour ancêtre direct, Bouchard IV de Montmorency, premier nom illustre de cette famille.
Le père de François-Henri, le comte de Bouteville, est exécuté en 1627, six mois avant sa naissance, pour s'être battu en duel contre François d’Harcourt, marquis de Beuvron, en plein jour, place Royale à Paris. Le nom des Montmorency est alors en défaveur. Sa tante, Charlotte de Montmorency, princesse de Condé, lui offre sa protection et l'élève avec son fils, le duc d'Enghien. Il s'attache à son cousin, et partage ses succès et revers pendant la Fronde des Princes, tous deux s'exilent aux Pays-Bas espagnols. Il est alors connu sous le nom de comte de Bouteville. De plus, François-Henri est un cousin du duc Henri II de Montmorency, qui est décapité pour crime de lèse-majesté le 30 octobre 1632.
De retour en France en 1659, Condé et lui sont pardonnés. Condé s'attache à la duchesse de Châtillon, la sœur de Montmorency, et arrange, en 1661, le mariage de son cousin avec le plus beau parti de France, Madeleine de Luxembourg-Piney, princesse de Tingry et héritière du duché de Piney, connu sous le nom de duché de Luxembourg. Ce mariage fait de Bouteville un pair de France.
Au début de la guerre de Dévolution, en 1667, Condé et lui-même se retrouvent sans affectation, mais pendant la deuxième campagne, en 1668 il obtient un grade de lieutenant général aux côtés de Condé dans la conquête de la Franche-Comté. Pendant les années de paix qui suivirent, Luxembourg cultive les faveurs de Louvois.

### Carrière militaire
Il combattit sous le prince de Condé, à la bataille de Rocroi, le 19 mai 1643, et servit au siège de Thionville, ville prise le 10 avril. Il se trouva à la première attaque des retranchements des Bavarois auprès de Fribourg, le 3 avril 1644 ; à la seconde attaque, le 5 ; à la prise de Spire, le 27; de Philisbourg, le 9 septembre, et de la forteresse de Mayence, le 17. Il combattit à la bataille d'Alerheim, le 3 août 1645 ; à la prise de Furnes, le 7 septembre 1646 ; à celle de Dunkerque, le 7 octobre ; à la levée du siège de Lérida par les Français, le 17 juin 1647 ; à la prise d'Ypres, le 26 avril 1648 ; et à la bataille de Lens, en août. S'étant déclaré contre la Cour, après la détention du prince de Condé, il servit dans l'armée espagnole, et fut pris à la bataille de Rethel, le 15 décembre 1650. Réuni au même prince après que ce dernier eut recouvré la liberté, en 1651, il attaqua à Bléneau les quartiers du maréchal d'Hocquincourt, le 7 avril 1652.
Il se trouva à la journée de la porte Saint-Antoine, le 2 juillet. Il suivit le prince de Condé au siège et à la prise de Rethel, le 30 octobre ; de Sainte-Menéhould, le 25 novembre ; et à la levée du siège d'Arras par les Espagnols, avec lesquels il fut battu, le 25 août 1654. Il concourut à la défaite du maréchal de la Ferté devant Valenciennes, le 16 juillet 1656 ; à la prise de Condé par les Espagnols, le 18 août, et de Saint-Guilain, le 12 mars 1657. Il se trouva à la défaite des Espagnols, près des Dunes, le 14 juin 1658, et il y demeura prisonnier. Il rentra en France à la paix de Pyrénées, le 7 novembre 1659.
En 1672, pendant la guerre de Hollande il est nommé gouverneur de Hollande. Il défait le prince d’Orange à Woerden et ravage la Hollande, et en 1673 il protège la retraite de Utrecht jusqu'à Maastricht avec seulement 20 000 hommes face à une armée de 70 000 hommes. Cet exploit le place au premier rang des généraux.
En 1674 il est fait capitaine des gardes du roi, et en 1675, maréchal de France. En 1676 il est placé à la tête de l'armée du Rhin, mais en 1677, il ne parvient pas à empêcher le duc de Lorraine de prendre Philipsbourg. En 1678 il défait le prince d’Orange à Saint-Denis le 14 août 1678, combat inutile puisque gagné au lendemain de la signature du traité de Nimègue (10 août 1678).
Sa réputation est au plus haut, au point de faire des envieux. Lorsque survient l'affaire des poisons, Louvois prétexte les anciennes expériences d'alchimiste de Montmorency pour l'accuser d'assassinat et de pacte avec le diable ; il est emprisonné à la Bastille en janvier 1680. Rapidement libéré, il est condamné à l'exil sur ses terres pendant un an.
Il ne retrouve grâce aux yeux de Louis XIV qu'en 1688, quand la guerre de la Ligue d'Augsbourg éclate. Le roi et Louvois estiment que Luxembourg est le seul à pouvoir faire face au prince d’Orange, et lui donnent le commandement de l'armée de Flandre. Le 1er juillet 1690 il remporte une grande victoire sur le prince de Waldeck à la bataille de Fleurus.
L'année suivante, le 18 septembre 1691, il commande l'armée victorieuse à la bataille de Leuze. Puis il défait une nouvelle fois le prince d'Orange à la bataille de Steinkerque en 1692 et à la bataille de Neerwinden (1693) en 1693. Il est surnommé le tapissier de Notre-Dame en raison du grand nombre de drapeaux ennemis pris par ses troupes sur les champs de bataille et décorant la nef et le chœur de la cathédrale de Paris. Il est reçu partout avec enthousiasme à Paris, sauf par le roi qui ne voit en lui qu'un parent et disciple de Condé.
Dans la campagne de 1694, Luxembourg a peu d'occasion de s'illustrer en Flandre, sauf quand il conduit la fameuse marche de Vignamont à Tournai face à l'ennemi. À son retour à Versailles pendant l'hiver, il tombe malade et meurt le 4 janvier 1695 à l'âge de 66 ans.

## Mariage et descendance
François-Henri de Montmorency a épousé le 17 mars 1661 Madeleine de Clermont-Tonnerre, duchesse de Luxembourg-Piney, princesse de Tingry, comtesse de Ligny, baronne de Dangu. Ils eurent 5 enfants :
- Charles Ier Frédéric (1662-1726), duc de Piney-Luxembourg, duc de Beaufort-duc de Montmorency, prince d'Aigremont, prince de Tingry, comte de Bouteville, comte de Lassé par sa femme, comte de Dangu, pair de France, lieutenant général ;
- Abbé Pierre-Henri de Montmorency-Luxembourg (1663-1700), connu aussi sous le nom d'Abbé de Luxembourg, Grand Maître de l'Ordre Hospitalier du Saint-Esprit, père-abbé commendataire des abbayes d'Orcamp et de Saint-Michel ;
- Paul Sigismond de Montmorency-Luxembourg (1664-1731), duc de Châtillon, comte de Luxe et baron d'Apremont ;
- Angélique Cunégonde (1666-?), Madame de Luxembourg, épouse en 1694 Louis Henri de Bourbon-Soissons comte de Noyers et de Dunois ;
- Christian Louis de Montmorency-Luxembourg (1675-1746), prince de Tingry, comte de Luxe, pair de France, maréchal de France (1734).

## Armoiries
| Figure | Nom du prince et blasonnement |
|        | Armes de François Henri de Montmorency, puis de Montmorency-Luxembourg (1628-1695), comte de Luxe et de Bouteville, puis Duc de Piney (dit « de Luxembourg ») et pair de France, seigneur de Précy, de Blaincourt, de Bouqueval, de Gaillardbois, maréchal de France, chevalier du Saint-Esprit (reçu le 31 décembre 1688) D'or à la croix de gueules cantonnée de seize alérions d'azur ordonnés 2 et 2, sur le tout d'argent au lion de gueules armé, lampassé et couronné d'or. |